# Paul Loughlin
Pas d'image ? Cliquez ici

a Compétitions nationales et continentales officielles uniquement.

b Matchs officiels uniquement.
Paul Loughlin, né le 28 juillet 1966 à St Helens (Merseyside), est un ancien joueur de rugby à XIII anglais évoluant au poste de centre dans les années 1980 et 1990. Au cours de sa carrière, il a été international britannique participant avec elle à la coupe du monde 1988 et coupe du monde 1992. En club, il a évolué dans un premier temps au St Helens RLFC où il détient le record de points marqués au cours d'un match (contre Carlisle avec 40 points marqués en 1986) puis dans un deuxième temps il a rejoint Bradford Bulls avec qui il a remporté la Super League et Huddersfield Giants.